# Odontologie
Odontologie (von altgriechisch ὀδόντος odóntos, Genitiv zu ὀδών odṓn, deutsch ‚Zahn‘, und -logie) ist die Lehre vom Zahnsystem der Wirbeltiere und damit auch des Menschen. Sie ist eine Organwissenschaft und Teil der Oralbiologie. Früher war Odontologie auch gleichbedeutend mit Zahnmedizin.
Sie setzt sich zusammen beziehungsweise überschneidet sich mit den Fachgebieten der vergleichenden Anatomie und Histologie, der Physiologie, der Genetik, der Entwicklungsgeschichte und Entwicklungsphysiologie, der Gewebezüchtung, der Hormon-, Vitamin- und Enzymforschung, der Altersforschung, der Pathologie der Karies und der Zahnbetterkrankungen, der Zahn-Prothetik und nicht zuletzt der Kieferorthopädie (auch Orthodontie genannt).